# 賀島政良
賀島 政良（かしま まさよし、正徳5年（1715年） - 安永9年8月2日（1780年8月31日））は、徳島藩家老賀島家8代当主。
父は賀島政之。兄は賀島政朝（先代当主）。正室は林貞喬の娘。子は賀島政孝。幼名・春之丞。通称・出雲、上総。

## 生涯
正徳5年（1715年）、徳島藩家老賀島政之の子として生まれる。享保18年（1733年）、兄政朝の死去により家督と知行6000石を相続する。享保20年（1735年）、仕置家老となる。宝暦2年（1752年）、4000石の加増を受け知行1万石に復す。
明和2年（1765年）、藩政改革を推し進める藩主蜂須賀重喜により、反対派として仕置家老を罷免され閉門処分となる。明和3年（1766年）に閉門が解かれ、嫡男政孝が相続を許される。明和6年（1769年）に重喜が幕府より蟄居を命じられ、藩政が旧に復すると政孝も家老に復帰する。その後も、政良自身は下屋敷で自由を制限された生活を強いられ続けた。安永9年（1780年）8月2日死去。享年66。